# BARBEE BOYS
BARBEE BOYS（バービーボーイズ）は、ツインボーカル編成の男女5人組で構成される日本のロックバンド。
1982年結成され、1984年デビューした。1992年に解散。その後、幾度かの再結成を経て、2018年より本格的に再始動。

## 概要
メンバーはKONTA（近藤敦）、杏子、いまみちともたか（イマサ）、ENRIQUE、小沼俊昭（コイソ）の5人。
KONTAと杏子による男女混声ツインボーカルが特徴。
バンド名は、いまみちによると酒場でたむろするゴロツキの意味「barfly」と付けたかったが、「fly」が「ハエ」とあまり品がないため「ハチ」を意味する「bee」に変えたことに由来するとしていたが、ある時の打ち上げでKONTAが持ち込んだバービー人形が由来とも語っている。なお、女性を含むにも拘らず「BOYS」を名乗るのは杏子加入前はメンバーが全員男性であることと、シティボーイズに由来しているが、結果的にガールが加入したことで矛盾が生じたことより、歳をとってもボーイズを名乗り続けなければならないことを後悔していると述べている。ライブはサポートメンバーをつけず4人での演奏を貫いた。

## メンバー
※現メンバーについては、旧公式サイトの表記に準拠。
| 名前                         | 担当               | 生年月日 | 血液型 |
| ---------------------------- | ------------------ | -------- | ------ |
| KONTA （コンタ）             | ボーカル、サックス | 7月25日  | O型    |
| 杏子 （きょうこ）            | ボーカル           | 8月10日  | A型    |
| いまみちともたか             | ギター             | 10月12日 | AB型   |
| ENRIQUE （エンリケ）         | ベース             | 2月3日   | A型    |
| 小沼俊明 （こぬま としあき） | ドラムス           | 7月17日  | O型    |
| 旧メンバー                   |                    |          |        |
| 安部隆雄 （あべ たかお）     | ベース             | 10月31日 | 不明   |

## 来歴

### 結成 - 1度目の解散
1982年7月に男性4人組として結成。バンド結成当初から暫くはライブ動員数も決して多くない男所帯のバンドであった。ある時、杏子が在籍していた喝!タルイバンドと対バンをするための下見をした際、ライブハウスの動員力を目の当たりにしたいまみちともたかが「杏子を加入させたい」と、ひらめいたことがきっかけになったという。
当時の杏子は大手商社のOLで、職場関係者などにチケットを掃くことができたのが動員数の理由の一つであるが、同時にこの時代は女性のロック歌手自体が珍しく、色物目当ての男性客も多かった。そこで、集客目当てに杏子を強奪することを計画し、後にバンドの特徴となる男女の掛け合い型の楽曲を作成対バンの際に杏子をゲストボーカルとして歌わせることに成功する。その時の模様は「記録」として録音し、ソニーのオーディションにデモテープとして送った。そのテープに添えられたプロフィールにメンバーとして杏子の名前も記載されていた。オーディションは順調に通過。このように外堀を埋められ既成事実を重ねた結果、バンドに欠かせぬポジションになったと自覚した杏子は正式に加入した。
当時のロック界には女性に対するある種の偏見があり、安部隆雄脱退後の後任探しに苦労することにもつながった。そんな時、「困ってるなら、入ってあげようか?」と言って加入したのが、メンバー最年少のENRIQUEであった。
1983年11月、CBS・ソニー主催の「CBS・ソニーSDオーディション」でグランプリを受賞。
1984年9月21日、シングル『暗闇でDANCE』でメジャー・デビュー。
1987年4月1日、シングル「女ぎつねon the Run」がリリースされ、三ツ矢サイダーのコマーシャルソングとして使用された。
1988年7月2日公開KONTA初の主演映画『・ふ・た・り・ぼ・っ・ち・』で、主題歌・劇中曲全てRADIO-KとBARBEE BOYSが担当した。8月22日には初の東京ドーム公演を行った。
1989年1月1日、バンドも出演した資生堂「TREND・Y」CMソング「目を閉じておいでよ」をリリース。オリコン週間シングルランキングで最高位8位を獲得し、16.8万枚の売上を記録した。
1992年1月24日、渋谷公会堂でラストライブを開催し解散。結成から10年での出来事だった。

### 再結成
2003年2月、エピックレコードジャパン25周年記念イベント『LIVE EPIC 25』出演限定で再結成。バンド側の意向で、その際の映像は2009年発売『蔵出し・蜂大全 - BARBEE BOYS LIVE STAGE ANTHOLOGY』収録まで公開されず、同イベントのNHKでのライブ番組放送時や、同イベントのDVDに収録されなかった。
2008年4月21日、関西テレビ・フジテレビ系『SMAP×SMAP名曲歌謡祭』で一夜限りの再結成を果たした。「女ぎつねon the Run」を披露。同年8月15日「RISING SUN ROCK FESTIVAL 2008 in EZO」、8月23日「SOUND MARINA 2008」に出演。結果的に、この出演が翌年以降の活動の布石となる。
2009年2月13日からデビュー25周年を記念し全国4ヶ所（福岡、東京（2公演）、名古屋、大阪）のZeppで全国ツアー「Re: BARBEE BOYS」が行われ、新曲も披露された。翌年2月26日から全国ツアー「Bcc: from BARBEE BOYS AD2010」が全国4ヶ所(5公演)で行われ、千秋楽の3月7日には21年ぶりに日本武道館でライブを行った。
2015年2月25日にデビュー30周年記念アルバム、『REAL BAND -1st OPTION 30th Anniversary Edition-』を発表。ライブなどは行われなかったが、BARBEE BOYS名義でいまみちと杏子がマスコミのインタビューに応じている。
2018年10月25日公開収録されたNHK BSプレミアム『The Covers'Fes.2018』で8年ぶりに、一夜限りの復活を果たした、「目を閉じておいでよ」と「女ぎつねon the Run」を演奏。いまみちによると、この日メンバー全員のスケジュールが空いていたことにより、出演できる環境ができたとのこと。11月21日、1988年東京ドーム公演の模様を収録した映像作品『BARBEE BOYS IN TOKYO DOME 1988.08.22』が発売。
2019年に入り、本格的なバンド活動を再開。それまでの再結成があくまでライブに向けた短期間の活動だったのに対し、このときは合宿をして新曲を作りレコーディングを行うなど、1年以上に渡る長期の活動となった。9月8日、同年12月18日に29年ぶりのアルバム『PlanBee』リリースを発表、11月8日に同作から先行シングルとして「無敵のヴァレリー」が配信限定で発売。
2020年1月13日、国立代々木競技場第一体育館（東京都）にてワンマンライブ『突然こんなところは嫌いかい？』が開催された。
2024年9月21日、デビュー40周年を記念してかつて発行されていた「暗闇日報」を「暗闇日報デジタル」として特設サイトを開設。2024年から2025年にかけて40周年企画の一環としてオリジナル・アルバムを12インチアナログ盤とBlu-spec CD2で再発売。

## ディスコグラフィ

### シングル
|          | タイトル                            | 発売日         | 規格                   | 規格品番    | 初収録アルバム              |
| -------- | ----------------------------------- | -------------- | ---------------------- | ----------- | --------------------------- |
| 1st      | 暗闇でDANCE                         | 1984年9月21日  | 7インチシングル        | 07・5H-213  | 『1st OPTION』              |
| 2nd      | もォ やだ!                          | 1985年2月1日   | 7インチシングル        | 07・5H-228  | 『1st OPTION』              |
| 3rd      | でも!?しょうがない                  | 1985年6月21日  | 7インチシングル        | 07・5H-249  | 『Freebee』                 |
| 4th      | チャンス到来                        | 1985年10月2日  | 7インチシングル        | 07・5H-264  | 『Freebee』                 |
| 5th      | 負けるもんか                        | 1986年4月2日   | 12インチシングル       | 12・3H-215  | 『Freebee』                 |
| 6th      | なんだったんだ?7DAYS                | 1986年10月1日  | 7インチシングル        | 07・5H-315  | 『3rd BREAK』               |
| 7th      | 女ぎつねon the Run                  | 1987年4月1日   | 7インチシングル        | 07・5H-344  | 『LISTEN! BARBEE BOYS 4』   |
| 8th      | 泣いたままでlisten to me            | 1987年8月26日  | 7インチシングル        | 07・5H-364  | 『LISTEN! BARBEE BOYS 4』   |
| 9th      | ごめんなさい                        | 1987年12月2日  | 7インチシングル        | 07・5H-395  | 『LISTEN! BARBEE BOYS 4』   |
| 10th     | 使い放題tenderness                  | 1988年6月22日  | 7インチシングル        | 07・5H-3032 | 『JUST TWO OF US』          |
| 10th     | 使い放題tenderness                  | 1988年6月22日  | カセットテープ         | 10・6H-3032 | 『JUST TWO OF US』          |
| 10th     | 使い放題tenderness                  | 1988年6月22日  | 8cmCD                  | 10・8H-3032 | 『JUST TWO OF US』          |
| 11th     | 目を閉じておいでよ                  | 1989年1月1日   | 7インチシングル        | 07・5H-3081 | 『√5』                      |
| 11th     | 目を閉じておいでよ                  | 1989年1月1日   | カセットテープ         | 10・6H-3081 | 『√5』                      |
| 11th     | 目を閉じておいでよ                  | 1989年1月1日   | 8cmCD                  | 10・8H-3081 | 『√5』                      |
| 12th     | chibi                               | 1989年6月1日   | 7インチシングル        | 07・5H-3097 | 『√5』                      |
| 12th     | chibi                               | 1989年6月1日   | カセットテープ         | 10・6H-3097 | 『√5』                      |
| 12th     | chibi                               | 1989年6月1日   | 8cmCD                  | 10・8H-3097 | 『√5』                      |
| 13th     | 三日月の憂鬱                        | 1989年11月1日  | カセットテープ         | ESSB-3011   | 『eeney meeney barbee moe』 |
| 13th     | 三日月の憂鬱                        | 1989年11月1日  | 8cmCD                  | ESDB-3011   | 『eeney meeney barbee moe』 |
| 14th     | 勇み足サミー                        | 1990年3月1日   | 8cmCD                  | ESDB-3074   | 『eeney meeney barbee moe』 |
| 15th     | ノーマジーン〜norma jean＜reprise＞ | 1990年6月21日  | 8cmCD                  | ESDB-3100   | 『eeney meeney barbee moe』 |
| 16th     | あいまいtension                     | 1990年10月10日 | 8cmCD                  | ESDB-3146   | 『eeney meeney barbee moe』 |
| 配信限定 | 無敵のヴァレリー                    | 2019年11月8日  | デジタル・ダウンロード | ―           | 『PlanBee』                 |

### アルバム
CDでの再発に関しては、各項目を参照。

#### オリジナル・アルバム
|     | タイトル                | 発売日         | 規格                   | 規格品番    |
| --- | ----------------------- | -------------- | ---------------------- | ----------- |
| 1st | 1st OPTION              | 1985年2月25日  | LP                     | 28・3H-156  |
| 1st | 1st OPTION              | 1985年2月25日  | カセットテープ         | 28・6H-129  |
| 2nd | Freebee                 | 1985年11月1日  | LP                     | 28・3H-181  |
| 2nd | Freebee                 | 1985年11月1日  | カセットテープ         | 28・6H-146  |
| 2nd | Freebee                 | 1985年11月1日  | CD                     | 32・8H-48   |
| 3rd | 3rd BREAK               | 1986年10月5日  | LP                     | 28・3H-245  |
| 3rd | 3rd BREAK               | 1986年10月5日  | カセットテープ         | 28・6H-190  |
| 3rd | 3rd BREAK               | 1986年10月5日  | CD                     | 32・8H-80   |
| 4th | LISTEN! BARBEE BOYS 4   | 1987年9月9日   | LP                     | 28・3H-298  |
| 4th | LISTEN! BARBEE BOYS 4   | 1987年9月9日   | カセットテープ         | 28・6H-250  |
| 4th | LISTEN! BARBEE BOYS 4   | 1987年9月9日   | CD                     | 32・8H-134  |
| 5th | √5                      | 1989年2月1日   | LP                     | 28・3H-5066 |
| 5th | √5                      | 1989年2月1日   | カセットテープ         | 28・6H-5066 |
| 5th | √5                      | 1989年2月1日   | CD                     | 32・8H-5066 |
| 6th | eeney meeney barbee moe | 1990年4月13日  | CD                     | ESCB-1042   |
| 6th | eeney meeney barbee moe | 1990年4月13日  | カセットテープ         | ESTB-1042   |
| 7th | PlanBee                 | 2019年12月18日 | CD                     | BB-21000001 |
| 7th | PlayBee                 | 2020年1月29日  | EP                     | HRLP-190    |
| 7th | MasterBee               | 2020年2月8日   | デジタル・ダウンロード | ―           |

#### ベスト・アルバム
| タイトル                                      | 発売日        | 規格           | 規格品番      |
| --------------------------------------------- | ------------- | -------------- | ------------- |
| Black List                                    | 1988年3月21日 | LP             | 32・3H-5014/5 |
| Black List                                    | 1988年3月21日 | カセットテープ | 28・6H-5014   |
| Black List                                    | 1988年3月21日 | CD             | 32・8H-5014   |
| B7                                            | 1992年1月18日 | CD             | ESCB-1283     |
| BARBEE BOYS                                   | 1992年10月1日 | 2CD            | ESCB-1327/8   |
| STAR BOX                                      | 1999年1月30日 | CD             | ESCB-1952     |
| STAR BOX EXTRA BARBEE BOYS                    | 2001年12月5日 | CD             | MHCL-54       |
| THE LEGEND BARBEE BOYS GOLDEN 80'S COLLECTION | 2003年1月1日  | CD             | ESCL-2366     |

#### コンピレーション・アルバム
| タイトル                                    | 発売日        | 規格 | 規格品番    |
| ------------------------------------------- | ------------- | ---- | ----------- |
| 蜂 -BARBEE BOYS Complete Single Collection- | 2007年4月25日 | 2CD  | MHCL-1053/4 |

### 企画盤
| タイトル                                        | 発売日        | 規格           | 規格品番     | 備考                                                                                            |
| ----------------------------------------------- | ------------- | -------------- | ------------ | ----------------------------------------------------------------------------------------------- |
| JUST TWO OF US                                  | 1988年8月5日  | LP             | 20・3H-5039  | - RADIO-K及びBARBEE BOYS名義での作品。 - 映画『・ふ・た・り・ぼ・っ・ち・』のサウンドトラック。 |
| JUST TWO OF US                                  | 1988年8月5日  | カセットテープ | 20・6H-5039  | - RADIO-K及びBARBEE BOYS名義での作品。 - 映画『・ふ・た・り・ぼ・っ・ち・』のサウンドトラック。 |
| JUST TWO OF US                                  | 1988年8月5日  | CD             | 28・8H-5039  | - RADIO-K及びBARBEE BOYS名義での作品。 - 映画『・ふ・た・り・ぼ・っ・ち・』のサウンドトラック。 |
| REAL BAND -1st OPTION 30th Anniversary Edition- | 2015年2月25日 | 3Blu-spec CD2  | MHCL-30301/4 | アルバム『1st OPTION』のリリースから30周年を記念したコンピレーション・アルバム。                |
| √5 デトックス                                   | 2025年6月25日 | LP             | MHJL-397     | アルバム『√5』のリミックス・アルバム 。                                                         |
| √5 デトックス                                   | 2025年6月25日 | Blu-spec CD2   | MHCL-31056   | アルバム『√5』のリミックス・アルバム 。                                                         |

### 映像作品
| タイトル                                                 | 発売日         | 規格    | 規格品番    |
| -------------------------------------------------------- | -------------- | ------- | ----------- |
| Sexy Beat Magic BARBEE BOYS in Budokan                   | 1987年3月5日   | VHS     | 98・2H-109  |
| Sexy Beat Magic BARBEE BOYS in Budokan                   | 2007年4月25日  | DVD     | MHBL-33     |
| Fake Band                                                | 1988年6月22日  | VHS     | 38・2H-124  |
| Fake Band                                                | 2009年2月18日  | DVD     | MHBL-113    |
| STARS ON                                                 | 1988年12月21日 | VHS     | 78・2H-156  |
| STARS ON                                                 | 2009年2月18日  | DVD     | MHBL-114    |
| eeney meeney moobee moe                                  | 1990年11月11日 | VHS     | ESVU-303    |
| BARBEE BOYS LIVE June 5th,1990                           | 1991年1月21日  | VHS     | ESVU-305    |
| BARBEE BOYS LIVE June 5th,1990                           | 2007年4月25日  | DVD     | MHBL-34     |
| FINAL LIVE right side                                    | 1992年10月1日  | VHS     | ESVU-360    |
| FINAL LIVE reverse side                                  | 1992年10月1日  | VHS     | ESVU-373    |
| Final Live                                               | 2009年2月18日  | DVD     | MHBL-115    |
| fwd:Re:BARBEE BOYS                                       | 2009年10月28日 | DVD     | AUBL-2      |
| 蔵出し・蜂大全 - BARBEE BOYS LIVE STAGE ANTHOLOGY - 上巻 | 2009年11月25日 | DVD     | MHBL-119    |
| 蔵出し・蜂大全 - BARBEE BOYS LIVE STAGE ANTHOLOGY - 下巻 | 2009年11月25日 | DVD     | MHBL-120    |
| 葡萄缶 BARBEE BOYS '10                                   | 2010年8月18日  | DVD     | AUBL-7      |
| SALVAGE 1984-1992 BARBEE BOYS MUSIC CLIPS                | 2014年2月19日  | DVD     | MHBL-259    |
| BARBEE BOYS IN TOKYO DOME 1988.08.22                     | 2018年11月21日 | DVD     | MHBL-332〜3 |
| BARBEE BOYS IN TOKYO DOME 1988.08.22                     | 2018年11月21日 | Blu-ray | MHXL-61     |

## タイアップ一覧
| 使用年 | 曲名               | タイアップ                                                               | 初出作品                       |
| ------ | ------------------ | ------------------------------------------------------------------------ | ------------------------------ |
| 1985年 | 暗闇でDANCE        | 東宝/ATG配給映画『台風クラブ』挿入歌                                     | シングル「暗闇でDANCE」        |
| 1985年 | 翔んでみせろ       | 東宝/ATG配給映画『台風クラブ』挿入歌                                     | シングル「負けるもんか」       |
| 1986年 | 負けるもんか       | テレビ朝日系『トライアングル・ブルー』主題歌                             | シングル「負けるもんか」       |
| 1987年 | 女ぎつねon the Run | アサヒビール飲料『三ツ矢フルーツ』イメージソング                         | シングル「女ぎつねon the Run」 |
| 1987年 | ショート寸前       | OVA『TO-Y』挿入歌                                                        | シングル「女ぎつねon the Run」 |
| 1987年 | ごめんなさい       | フジテレビ系『桃色学園都市宣言!!』1987年11月度オープニングテーマ         | シングル「ごめんなさい」       |
| 1988年 | 使い放題tenderness | 映画『・ふ・た・り・ぼ・っ・ち・』主題歌                                 | シングル「使い放題tenderness」 |
| 1989年 | 目を閉じておいでよ | 資生堂『TREND・Y』イメージソング                                         | シングル「目を閉じておいでよ」 |
| 1989年 | 三日月の憂鬱       | 明治チョコバー『body』イメージソング                                     | シングル「三日月の憂鬱」       |
| 1990年 | あいまいtension    | オリエント時計『YOU』CMソング                                            | シングル「あいまいtension」    |
| 2010年 | チャンス到来       | テレビ東京系ドラマ24『モテキ』第5話モテ曲                                | シングル「チャンス到来」       |
| 2010年 | ごめんなさい       | ゼアリズエンタープライズ配給映画『裁判長!ここは懲役4年でどうすか』主題歌 | シングル「ごめんなさい」       |